# Arthur Knight (football)
Pour les articles homonymes, voir Arthur Knight.
Arthur Egerton Knight (né le 7 septembre 1887 à Godalming dans le Surrey, et mort le 10 mars 1956 à Milan en Italie), est un joueur de football international anglais (également joueur de cricket), qui évoluait au poste de défenseur.

## Biographie

### Carrière dans le football

#### Carrière en sélection
Avec l'équipe d'Angleterre, il joue un match (pour aucun but inscrit) en 1919. 
Il figure notamment dans le groupe des sélectionnés lors des JO de 1912 et de 1920, et ce avec l'équipe de Grande-Bretagne olympique.

## Palmarès
Grande-Bretagne olympique
- Jeux olympiques (1) :
  -  Or : 1912.